# Good Times!
Good Times! — двенадцатый студийный альбом американской поп-рок-группы The Monkees. Выход альбома был посвящён пятидесятилетию с выхода в эфир телесериала «The Monkees». Это первый студийный альбом коллектива с выхода Justus в 1996 году, а также первый после смерти Дэви Джонса в 2012 году.

## Предыстория
Идея проекта была предложена в 2016 году менеджерами Rhino Records Джоном Хьюзом и Марком Пинкусом, выпуск нового альбома и организация концертного тура должны были быть приурочен к пятидесятой годовщине выхода телесериала «The Monkees». Продюсером альбома выступил Адам Шлезингер из Fountains of Wayne, он попросил своего коллегу Джоди Портера написать песню для альбома, от которой в итоге пришлось отказаться, так как она напоминала заглавную композицию.
В альбом вошли ранее неизданные песни, записанные группой в 1960-е годы, ещё до распада, а также новый материал, в записи которого поучаствовали Микки Доленц, Майкл Несмит и Питер Торк. Дэви Джонс скончался в 2012 году, поэтому его участие ограничилось лишь песней «Love to Love», записанной в 1967 году во время сессий для альбома Headquarters.

## Отзывы критиков
Альбом получил высокие отзывы критиков, так The Independent охарактеризовали альбом как «лучший альбом группы после их сборника хитов» (без уточнения, какого именно). В Record Collector написали, что группе удалось обрадовать слушателей. В рецензии от Rolling Stone указали, что «фанаты Monkees ждали слишком долго этого альбома, но оно того стоило».
Mojo поставил альбом на 30 строчку в рейтинге лучших альбомов 2016 года, а AllMusic включил релиз в число лучших рок-альбомов 2016 года.

## Список композиций
| №   | Название                                       | Вокал                       | Длительность |
| --- | ---------------------------------------------- | --------------------------- | ------------ |
| 1.  | «Good Times»                                   | Микки Доленц и Гарри Нилсон | 2:46         |
| 2.  | «You Bring the Summer»                         | Микки Доленц                | 3:00         |
| 3.  | «She Makes Me Laugh»                           | Микки Доленц                | 3:00         |
| 4.  | «Our Own World»                                | Микки Доленц                | 2:45         |
| 5.  | «Gotta Give It Time»                           | Микки Доленц                | 2:17         |
| 6.  | «Me & Magdalena»                               | Майкл Несмит и Микки Доленц | 3:33         |
| 7.  | «Whatever's Right»                             | Микки Доленц                | 2:00         |
| 8.  | «Love to Love»                                 | Дэви Джонс                  | 2:29         |
| 9.  | «Little Girl»                                  | Питер Торк                  | 2:42         |
| 10. | «Birth of an Accidental Hipster»               | Майкл Несмит и Микки Доленц | 3:31         |
| 11. | «Wasn't Born to Follow»                        | Питер Торк                  | 2:53         |
| 12. | «I Know What I Know»                           | Майкл Несмит                | 3:30         |
| 13. | «I Was There (And I'm Told I Had a Good Time)» | Микки Доленц                | 2:15         |

## Позиции в чартах
| Страна             | Организация                       | Позиция |
| ------------------ | --------------------------------- | ------- |
| Австралия          | ARIA Charts                       | 20      |
| Нидерланды         | MegaCharts                        | 152     |
| Великобритания     | Official Charts Company           | 29      |
| США                | Billboard Tastemaker Albums       | 1       |
| США                | Billboard Vinyl Albums            | 1       |
| США                | Billboard 200                     | 14      |
| США                | Billboard Top Album Sales         | 6       |
| США                | Billboard Top Current Album Sales | 6       |
| Швейцария          | Schweizer Hitparade               | 57      |
| Канада             | Billboard Canadian Albums         | 95      |
| Бельгия (Валлония) | Ultratop                          | 167     |
| Бельгия (Фландрия) | Ultratop                          | 83      |
| Ирландия           | IRMA                              | 58      |